# Bulbophyllum galliaheneum
Bulbophyllum galliaheneum là một loài phong lan thuộc chi Bulbophyllum.